# Peace on Earth/Little Drummer Boy
"Peace on Earth/Little Drummer Boy" (por vezes intitulada "The Little Drummer Boy/Peace on Earth") é uma canção de Natal com um acréscimo de contraponto gravada por David Bowie e Bing Crosby em 1977. "The Little Drummer Boy" é uma canção de Natal lançada originalmente em 1941, enquanto a melodia e letra de "Peace on Earth", compostas por Ian Fraser, Larry Grossman e Alan Kohan, foram adicionadas à canção especialmente para a versão de Bowie e Crosby.
O single, lançado em 1982, obteve sucesso comercial e alcançou o n°3 na UK Singles Chart. O single se tornou um dos mais vendidos da carreira de Bowie, com um total de vendas estimado em mais de 400 mil só no Reino Unido.
Desde então, a canção se tornou um clássico de Natal nos Estados Unidos e no Reino Unido e foi citada pelo Washington Post como "um dos mais bem-sucedidos dutos na história da música natalina".

## Gravação
A faixa foi gravada em 11 de setembro de 1977 para o especial de Natal Bing Crosby's Merrie Olde Christmas. Na cena, antes de cantar a faixa, a dupla conversa sobre o que fariam no Natal com suas famílias.
A participação de Bowie foi descrita como um acontecimento "surreal" e vista, na época, como o cantor "tentando ativamente normalizar sua carreira". Bowie mais tarde admitiu que só participou do programa porque "eu só sabia que a minha mãe gostava dele". Buz Kohan não tinha certeza de que Crosby sabia quem Bowie era, mas Ian Fraser afirmou: "Tenho certeza absoluta de que ele sabia. Bing não era um idiota. Se ele não sabia, com certeza seu filhos sabiam."
De acordo com o compositor Ian Fraser, Bowie não quis cantar "Little Drummer Boy", dizendo: "Odeio essa música. Não tem algo diferente para eu cantar?". Então, Fraser, juntamente com o compositor Larry Grossman e o roteirista do programa Buz Kohan, escreveu "Peace on Earth" como contraponto para "Little Drummer Boy". Crosby cantou "Little Drummer Boy", enquanto Bowie cantou a nova canção, sendo que se diz que a gravação ocorreu após menos de uma hora de ensaio.
Poucos dias após a gravação, Crosby disse sobre Bowie: "um bom garoto e uma bela parte do programa. Ele canta bem, tem uma ótima voz e lê bem os versos."
Crosby morreu em 14 de outubro, cerca de cinco semanas após a gravação do especial no Elstree Studios, próximo a Londres; nos EUA, o programa foi ao ar a pouco mais de um mês depois, em 30 de novembro de 1977, na CBS. No Reino Unido, o especial foi ao ar originalmente em 24 de dezembro de 1977, na ITV.

## Lançamento e sucesso comercial
A canção, por alguns anos, foi vendida como single clandestino com "Heroes" (que Bowie também cantou no especial de TV) no Lado B. Em 1982, a RCA Records lançou a gravação como single oficial, completo e com o diálogo, arbitrariamente colocando "Fantastic Voyage", do álbum Lodger, no Lado B. Bowie ficou infeliz com essa ação, o que azedou a sua relação com a RCA, que já era tensa. Pouco depois, ele deixou a gravadora.
O single estreou nas paradas britânicas em novembro de 1982, chegando ao n°3 das tabelas ao ser impulsionado pelo lançamento de um picture disc de 12 polegadas. A canção se tornou um dos singles mais rapidamente vendidos de Bowie, tendo vendido mais de 250 mil cópias no primeiro mês e sendo certificado como Disco de Prata pela British Phonographic Industry. Estima-se que o single tenha vendido, no Reino Unido, 445.424 cópias, sendo um dos maiores sucessos da carreira de Bowie. Desde então, a canção se tornou uma faixa permanente em compilações britânicas de canções natalinas, com a cena do programa de TV sendo frequentemente reprisada.
Nos Estados Unidos e no Canadá, "Peace on Earth/Little Drummer Boy" se tornou uma canção sempre tocada em rádios durante a época do Natal. Em 14 de novembro de 1995, a Oglio Records lançou um CD especial multimídia de "Peace on Earth/Little Drummer Boy" que continha tanto o videoclipe como a gravação em áudio da faixa em suas versões completas.
Em 9 de novembro de 2010, a Collector's Choice Music lançou uma edição em vinil vermelho de sete polegadas de "Peace on Earth/Little Drummer Boy" nos Estados Unidos. O Lado B do single continha um dueto de Crosby e Ella Fitzgerald da canção "White Christmas" gravado em 1953. Só foram feitas duas duas mil cópias deste single.
Na época do Natal, o single continua a entrar para as paradas americanas e europeias. Em 1998, o single chegou ao n°2 do Canadian Singles Chart, do Canadá.

## Faixas

### Vinil de 7 polegadas: RCA / BOW 12 (Reino Unido)
1. "Peace on Earth/Little Drummer Boy" (David Bowie, Larry Grossman, Ian Fraser, Buz Kohan / Katherine K. Davis, Henry Onorati, Harry Simeone) – 4:23
2. "Fantastic Voyage" (David Bowie) – 2:55

## Créditos de produção
Produtores
- David Bowie (em "Fantastic Voyage")
- Tony Visconti (em "Fantastic Voyage")

Músicos
- David Bowie: vocais, piano em “Fantastic Voyage”
- Bing Crosby: vocais
- Músicos de sessão não creditados em “Peace on Earth/Little Drummer Boy”
- Adrian Belew: bandolim em “Fantastic Voyage”
- Dennis Davis: percussão em “Fantastic Voyage”
- Tony Visconti: backing vocals, bandolim em “Fantastic Voyage”
- Brian Eno: ambient drone em “Fantastic Voyage”
- Simon House: bandolim em “Fantastic Voyage”
- Sean Mayes: piano em “Fantastic Voyage”